# 趾骨
趾骨（英語：Phalanx）或指骨，是大多数脊椎动物指头处的骨骼。在灵长类动物身上，拇指（拇趾）通常有两节趾骨，而其余指头（趾头）则有三节。趾骨被归类为长骨。